# Rood wier
Rood wier (Engels: red weed of red creeper) is een fictieve plantensoort uit H.G. Wells sciencefictionroman The War of the Worlds.

## Boek
In het boek komt de plant van de planeet Mars en wordt door de Martianen meegenomen bij hun aanval op de Aarde. Volgens Wells’ verhaal is het deze plant die Mars zijn rode kleur geeft. Indien de plant wordt blootgesteld aan water groeit en reproduceert hij zich razendsnel, en overwoekert al het andere plantenleven in de omgeving. De verteller meldt later in het verhaal dat het wier ’s nachts paars opgloeit.
In het boek wordt geen reden gegeven waarom de Martianen de plant meenemen, en sommigen vermoeden dat ze hem per ongeluk meegenomen hebben.
Daar het boek min of meer een kritische blik werpt op de Britse kolonisatie kan het rode wier als metafoor worden gezien voor territoriale uitbreiding. Tijdens de kolonisaties wereldwijd introduceerden de Britten en andere Europanen nieuwe planten en dieren in de landen die ze koloniseerden.
Net als de Martianen sterft het wier uiteindelijk door aardse bacteriën.

## In andere bewerkingen
Het rode wier kwam niet voor in het radiohoorspel, en is eveneens absent in de eerste film. In de televisieserie die als sequel op de film diende, werd verklaard dat de aliens de voorkeur gaven aan de Aardse flora.
In Jeff Wayne's Musical Version of The War of the Worlds komt het rode wier wel voor en heeft zelfs zijn eigen tweedelige lied. Dit lied bevat angstaanjagende muziek om de groei en bedreiging die het wier voor de Aarde vormt te benadrukken.
In Steven Spielberg's War of the Worlds komt het rode wier wel voor. Nadat de aliens grote stukken van de wereld hebben veroverd gebruiken ze mensen als voedselbron. Het menselijk bloed is niet alleen voedsel voor de aliens, het werkt ook als groeimiddel voor het wier. Hoewel de aliens in deze film niet van Mars komen, is volgens het script deze rode plant wel afkomstig van hun thuisplaneet.
Het rode wier komt ook voor in H.G. Wells' The War of the Worlds. Details omtrent het wier worden echter niet gegeven in de film, het wier is enkel onderdeel van de achtergrond.
Verder komt het rode wier voor in het computerspel Jeff Wayne's The War of the Worlds. Indien een sector langere tijd in Martiaanse handen is en er ook al meerdere Martiaanse gebouwen staan, krijgt het landschap in die sector een rode kleur en worden de bomen door het wier vervangen.
In de strip Scarlet Traces, die een vervolg is op Wells’ verhaal, heeft de mensheid inmiddels zelf het rode wier ontdekt en kweekt het omdat het wier een olie produceert die nodig is om de Martiaanse technologie (die door de mensen is overgenomen) van brandstof te voorzien. Dit is waarschijnlijk ook de reden dat de Martianen het wier in eerste instantie meenamen naar de Aarde.